# Chan Chan
Pour les articles homonymes, voir Chan Chan (homonymie).
Chan Chan (ou Chanchán) est un site archéologique précolombien de la région de La Libertad, à 5 kilomètres à l'ouest de la ville de Trujillo, sur le territoire de la station balnéaire de Huanchaco au Pérou.
Chan Chan est situé sur la côte de l'océan Pacifique non loin de l'embouchure de la vallée du fleuve Moche, c'était la plus grande ville de l'ère précolombienne en Amérique du Sud et la capitale de l'empire historique du Chimor de 900 à 1470,.

## Histoire

### Étymologie
La signification originale et la langue d'origine du toponyme Chan Chan restent des questions non résolues par les spécialistes. Des chercheurs comme Ernst Middendorf, Jorge Zevallos Quiñones, Rodolfo Cerrón-Palomino et Matthias Urban se sont penchés sur la question. L'énigme est rendue difficile, d'une part, par la nature erratique de sa trace écrite dans les documents coloniaux et, d'autre part, par la situation linguistique de la côte nord-péruvienne préhispanique. Comme on le sait, la région de Trujillo présentait les langues mochica, quingnam, culli et quechua, entre autres, dont seules la mochica et la quechua sont suffisamment documentées.
Actuellement, il y a deux linguistes (Rodolfo Cerrón-Palomino et Matthias Urban) qui ont fait une analyse étymologique, l'un plus que l'autre, mais tous deux excluent une origine mochica.

### Analyse étymologique par Matthias Urban
En ce qui concerne la variation de la trace écrite, il convient de noter que le toponyme apparaît pour la première fois dans la documentation sous la forme « Cauchan » dans l'acte de fondation du conseil municipal de Trujillo de 1536. Il a également été proposé que le nom « Canda » proposé par Gonzalo Fernández de Oviedo pour désigner Trujillo soit une autre variante écrite du « Chan Chan ». La forme "Chanchan" n'apparaît dans la documentation de manière stable qu'à partir de la moitié du XVIIe siècle.
Selon l'examen des antécédents proposé par Urban, il y a eu trois propositions étymologiques antérieures pour le toponyme, dont deux peuvent être considérées comme totalement fantaisistes et non motivées. Méritent ce dernier qualificatif les étymologies de H. Bauman comme « ville des serpents », qui fait appel de manière non motivée aux langues mésoaméricaines, et celle de J. Kimmich comme « ville de la lune », qui fait appel de manière non motivée à un mot caribéen pour 'lune'. La troisième hypothèse étymologique a été avancée par l'Allemand Ernst Middendorf, qui propose comme étymon le nom mochica xllang pour « soleil » et trouve dans le toponyme une réduplication de cette mot. Sans être convaincu par aucune de ces propositions, Urban penche pour l'attribution provisoire du toponyme à la langue éteinte du quingnam, déjà proposée par Zevallos Quiñones au XXe siècle. Selon ces auteurs, bien qu'il ne soit pas possible de proposer un étymon ni un sens premier pour le toponyme, l'attribution au quingnam est justifiée par le fait qu'il s'agissait de la langue du royaume de Chimú et par la similitude de sa structure avec d'autres toponymes et anthroponymes régionaux également apparemment constitués par la réduplication de deux racines monosyllabiques. Urban conclut que
« […] pour le moment, il n'y a pas d'autre solution que de conclure avec Zevallos Quiñones ([1995] 2010, p. 11) : Tant qu'il n'y aura pas de découvertes grammaticales sur la propre langue de Chimo, le Quingnam, dans aucune archive américaine ou européenne contenant des sermons, des vocabulaires, etc. nous resterons sans connaître le terme Chan Chan, puisqu'il n'y a pas d'aide scientifique possible. »

### Analyse étymologique par Rodolfo Cerrón-Palomino
Plus récemment, le linguiste Rodolfo Cerrón-Palomino a proposé une étymologie quechua pour le toponyme. Selon son hypothèse, tant la forme Chanchan que les variantes Cauchan et Canda pourraient s'expliquer par un étymon quechua *kanĉa « corral, clôture, lieu clôturé » et le morphème toponymique quechumarien *-n (d'étymologie aymara probable). Ainsi, la prononciation actuelle serait le produit d'un « piège orthographique », puisqu'à l'origine les lettres <ch> aurait été utilisé pour représenter le son d'une occlusive vélaire sourde [k] en début de mot. À l'origine, le toponyme aurait été *kanĉa-n(i ) « (lieu) où les clôtures/corrals abondent », dont la quechualisation donne le phonétique /kantʃáŋ/ dans <Chanchán>. Selon cette proposition, le toponyme ne vendrait du mochica ni du quingnam, ni aussi ancien dans le temps, mais Urban a rejeté l'hypothèse de Cerrón-Palomino comme peu plausible et a ratifié ses conclusions antérieures.En réponse à cela, Rodolfo Cerrón-Palomino rejette les observations d'Urban et confirme son étymologie proposée, qu'il trouve suffisamment explicite et rigoureuse, concluant qu'il s'agit définitivement de Quechumara.

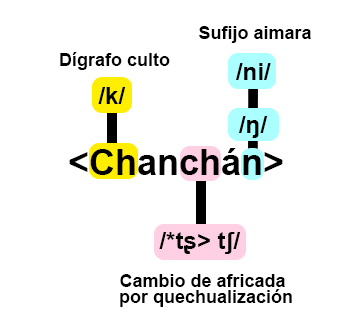
Reconstruction de la phonétique de Chanchán dans /kantʃáŋ/, basée sur l'étymologie de Rodolfo Cerrón-Palomino
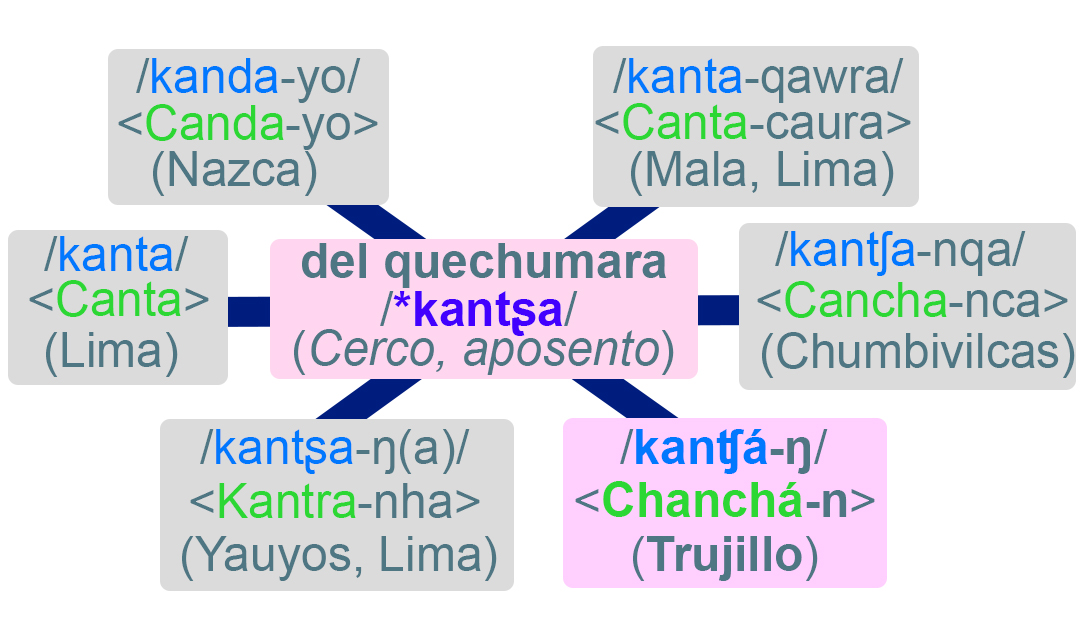
Le toponyme Chanchán est représenté en relation avec d'autres toponymes ayant la même racine quechumarien.

### Époque Chimú
La tradition fait remontée les origines de Chan Chan à l'arrivée d'un étranger nommé Tacaynamo qui serait "arrivé de l’autre côté de la mer dans un radeau fait avec des bâtons. Il était un sage, il avait beaucoup de connaissances de la mer, la terre et des étoiles… »
D'une superficie d'environ 20 km2 à l'origine, Chan Chan aurait été construit vers 850 par le royaume de Chimor (de la culture Chimú), une civilisation intermédiaire tardive qui se développa sur les ruines de la civilisation Moche.
La cité de terre (en adobe) de Chan Chan a été la capitale de ce royaume jusqu'à sa conquête par l'Empire Inca au XVe siècle. La ville aurait compté environ 30 000 habitants et peut-être même le double ou le triple selon les sources consultées.
Chan Chan se trouve dans une partie particulièrement aride du désert côtier du nord du Pérou. En raison du manque de pluie dans cette région, la principale source d'eau de Chan Chan est constituée par les rivières qui transportent les eaux de ruissellement des Andes, eaux qui étaient parfaitement gérées et exploitées par les habitants grâce à des systèmes d'irrigation.
Les estimations actuelles indiquent que la cité qui comptait entre 20 000 et 30 000 habitants à sa fondation, aurait rassemblée de 60 000 à 100 000 habitants lorsque le royaume s'est développé (à partir d'environ 1300).

### À l'époque coloniale
Après la conquête de l'empire Chimú par les Incas vers 1470, Chan Chan est tombé en déclin.
Lorsque Tupac Yupanqui assiégea la ville en 1470 et détruisit les aqueducs qui l'alimentaient en eau, la population fut réduite à environ 5 000 ou 10 000 personnes.
En 1535, Francisco Pizarro fonda la ville espagnole de Trujillo qui relégua Chan Chan dans l'ombre. Bien qu'elle ne soit plus une capitale florissante, Chan Chan était encore bien connue pour ses grandes richesses et a donc été pillée par les Espagnols. Un trésor équivalent à 80 000 pesos d'or y aurait été récupéré (près de 5 000 000 000 $ US).
Après la conquête espagnole, la population totale du royaume Chimú qui était à l'époque de 500 000 personnes, fut réduite à 40 000 habitants en un siècle.
À l'époque de la Vice-royauté du Pérou (1532-1821), Chan Chan fut l'objet de pillages et de destructions multiples, car on croyait qu'il s'y cachait un grand trésor d'or et d'argent.

### Pendant l'ère républicaine
Le 27 juillet 1932, pendant la Révolution de Trujillo (1932) (en), un nombre indéterminé de citoyens furent fusillés dans les ruines de Chan Chan par des membres de l'armée péruvienne, en représailles de l'attaque par les guérilleros de l'APRA de la caserne O'Donovan où furent tués plusieurs soldats Urristas (de UR pour Unión Revolucionaria le parti fasciste au pouvoir sous le gouvernement du général Luis Miguel Sánchez Cerro).

## Description
Le centre urbain de Chan Chan, densément construit, s'étendait sur près de 20 km2 était composé de dix citadelles fortifiées (ciudadelas), comprenant des salles de cérémonie, des chambres mortuaires, des temples, des réservoirs et des résidences.
Chacune de ces citadelles a une configuration rectangulaire avec une entrée sur son côté septentrional, de hautes murailles et un labyrinthe.
La ville était traversée par des rues et des avenues, séparant des quartiers parfaitement délimités et elle disposait d'un réseau de routes qui la reliait aux centres administratifs des vallées environnantes.
La cité de Chan Chan ne présente pas de plan d'ensemble ni de schéma d'urbanisme évident. Le tissu urbain se compose de six types de structure:
1. Les 10 ciudadelas, dont la splendeur suggère leur association avec la classe royale, c'était sans doute les palais des rois Chimú[19],
2. Les 4 huacas (temples)[20],
3. Des espaces en U appelés audiencias[21],
4. Des constructions intermédiaires destinées aux aristocrates qui ne sont pas de sang royal,
5. Des habitations et ateliers destinés aux classes moyennes, répartis dans la cité,
6. Des logements exigus et contigus, destinés au peuple (barrios)[21].

Les preuves de la signification de ces structures se retrouvent dans plusieurs céramiques funéraires découvertes à Chan Chan. Beaucoup d'images semblent représenter des structures très similaires ce qui indique l'importance culturelle de l'architecture pour le peuple Chimú de Chan Chan. De plus, la construction de ces structures massives indique qu'il y avait une main d'œuvre importante disponible à Chan Chan, ce qui indique l'existence d'une hiérarchie dans la société à Chan Chan car il est probable que la construction de ces édifices monumentaux était l'œuvre d'une classe inférieure.

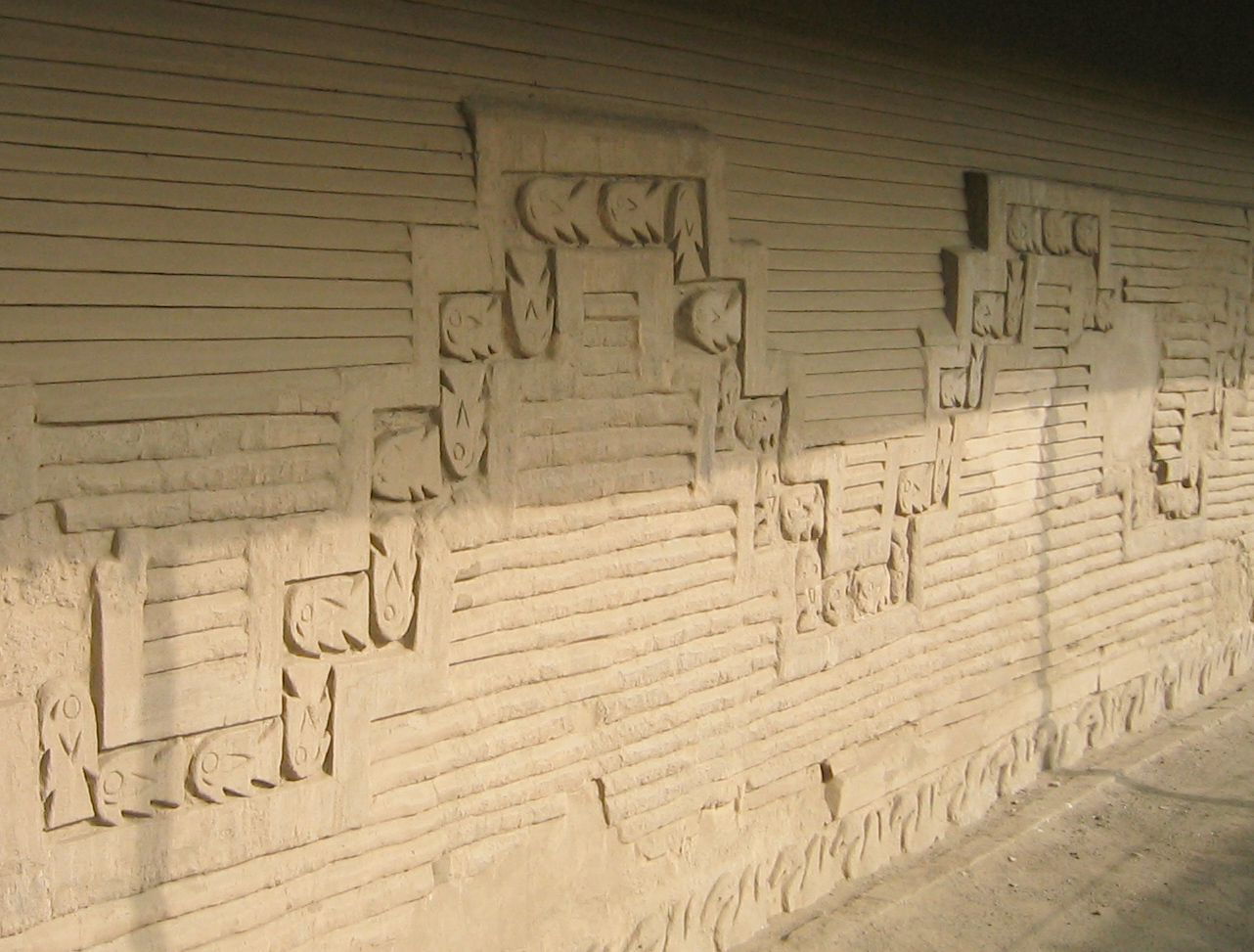
Bas-reliefs représentant des poissons dans le complexe de Tschudi, Chan Chan.
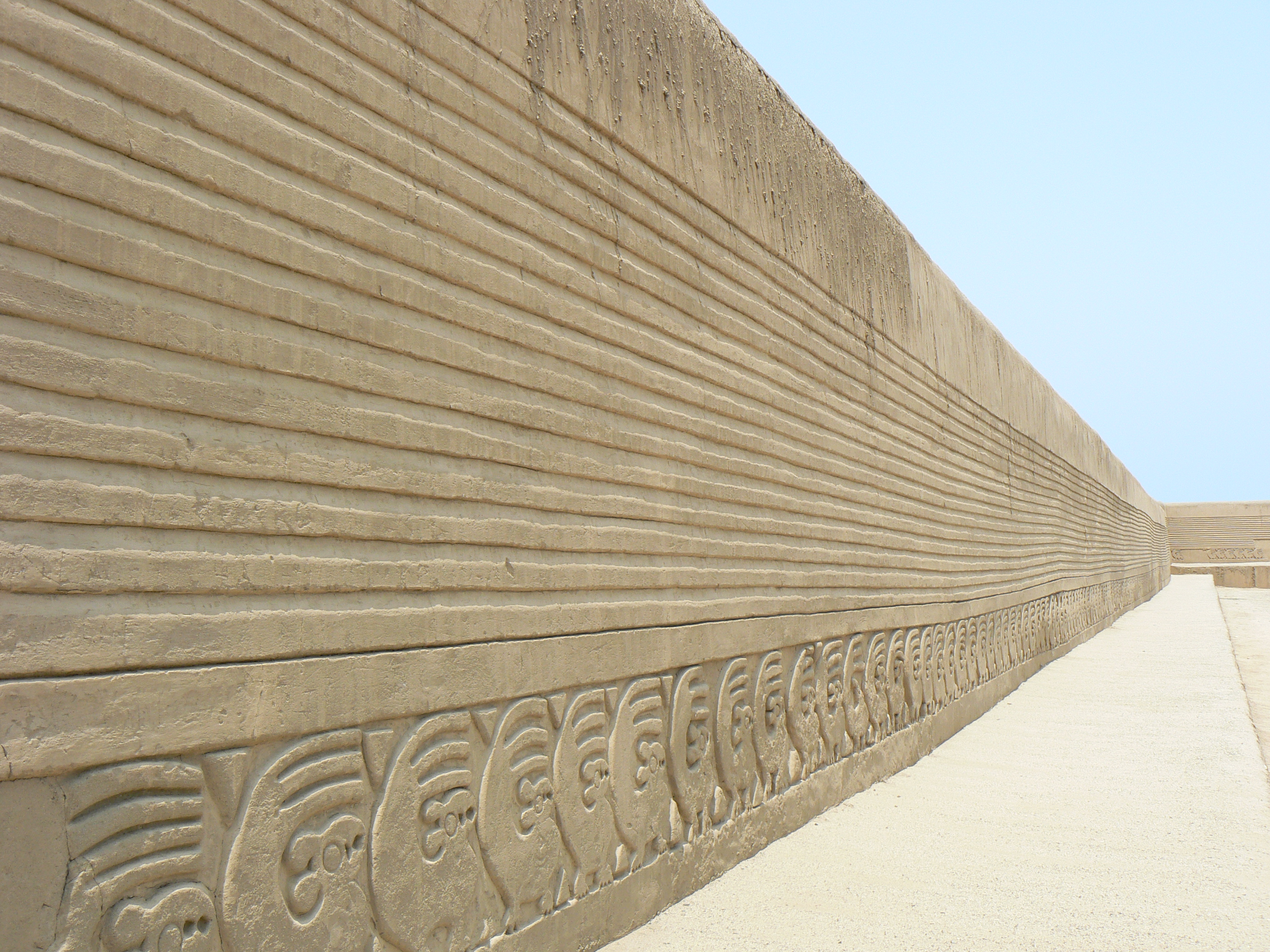
Bas-reliefs, Chan Chan.

### Architecture
L'organisation architecturale de Chan Chan reflète une forte stratification sociale, avec des classes différentes occupant des zones et des bâtiments différents, propres à leur condition économique. Les citadelles, par exemple, sont protégées par de hauts murs et n'ont qu'un seul accès, ce qui facilitait le contrôle des entrées et sorties.
Les citadelles partagent des caractéristiques formelles. Ce sont des espaces clos de forme rectangulaire, orientés nord/sud et divisés en trois secteurs. Ses espaces montrent un degré élevé de planification dans leur construction ; accès principal situé au nord, zonage similaire à l'intérieur, présence de places, de dépôts, de plateformes funéraires et de puits.
La cité de Chan Chan est organisée en trois secteurs : nord, centre et sud.
- Le secteur nord est une place ou une cour avec des banquettes (murets qui peuvent être utilisés pour s'asseoir) sur son périmètre, avec un accès au sud, auquel on accède en montant par une petite rampe. On y trouve des constructions qui, vues d'en haut, ont la forme d'un "U" et qui doivent avoir abrité un fonctionnaire ou une personne liée aux fonctions administratives les plus importantes de la ville.

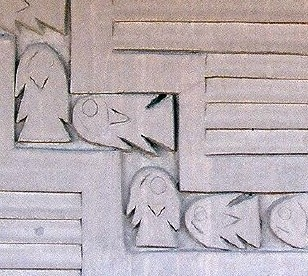
Détail d'une frise murale.

- Dans le secteur central se situe la plus grande concentration de bâtiments destinés au stockage de produits. Il contient également la " plate-forme funéraire ", une petite pyramide tronquée de faible hauteur, à l'intérieur de laquelle fut enterré le seigneur principal de chacune des citadelles. La plupart de ces plates-formes ont été pillées dans les premières années de la conquête espagnole (1531). La zone centrale est formée d'un ensemble de dix enceintes fortifiées (citadelles) et d'autres pyramides solitaires. Ce complexe central couvre une superficie d'environ six kilomètres carrés. Le reste est formé d'une multitude de petites structures, de trottoirs, de canaux, de murs et de cimetières.

- Le secteur sud, en apparence, est une enceinte sans constructions, mais grâce aux fouilles archéologiques, il a été possible de savoir qu'il existait des structures en matériaux périssables, qui montrent des activités domestiques. Cette zone était la zone de résidence, où se trouvaient la cuisine et les chambres à coucher. C'est probablement pour cette raison que c'est ici que se trouvaient les puits qui approvisionnaient les habitants de la citadelle en eau.

Les complexes architecturaux de l'élite sont situés à l'extérieur des citadelles. Il s'agit d'enceintes en terre cuite à parois et angles droits, de formes très variées et très différentes les unes des autres en termes de dimensions et de qualité des constructions. Cependant, ils partagent une constante : ils répètent certaines des caractéristiques des citadelles, comme les patios, les espaces publics, les magasins, les puits, l'orientation et la distribution interne. Ces bâtiments servaient non seulement de résidences, mais aussi à un large éventail d'activités liées à l'administration. Les habitants de ces complexes devaient mener des activités similaires ou liées aux propriétaires des citadelles (domesticité), mais avec beaucoup moins d'importance politique et économique.

### Le site archéologique

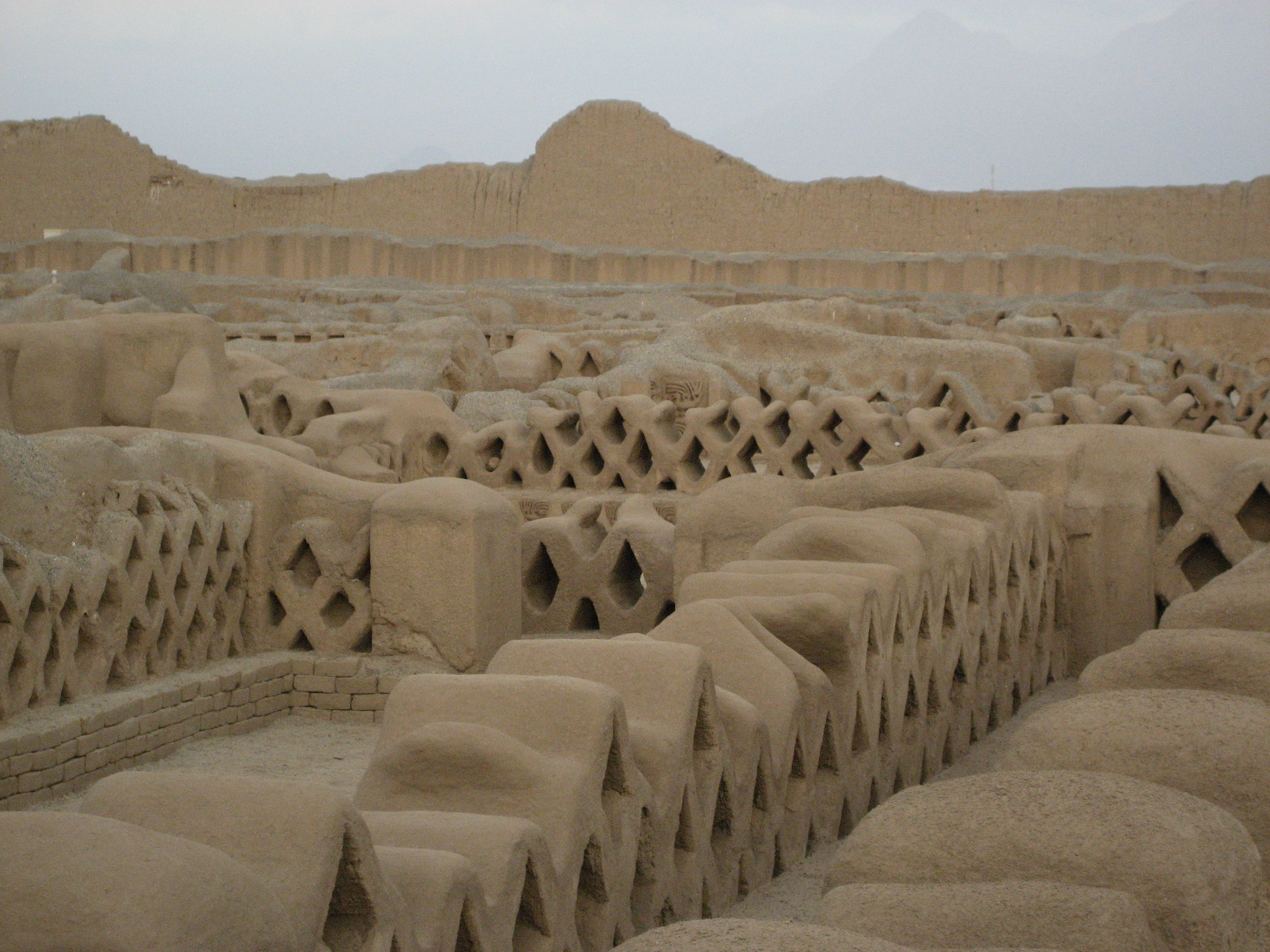
Un fouillis de murs

Sur les 20 km2 de la ville initiale - ce qui en fait la plus grande ville d'adobe des Amériques et la deuxième au monde - le site archéologique actuel couvre une superficie d'environ 14 km2. Les ensembles fortifiés (palais) qui composent les ruines sont les suivants :
| Ancien nom | Nom actuel                | Signification                         |
| ---------- | ------------------------- | ------------------------------------- |
| Chayhuac   | Chayhuac An ou Quixmic An | Maison de Chayhuac ou Maison du Début |
| Uhle       | Xllangchic An             | Maison de l'Est ou Maison du levant   |
| Laberinto  | Fechech An                | Maison Ouest ou Maison du couchant    |
| Gran Chimú | Utzh An                   | Grande Maison                         |
| Squier     | Fochic An                 | Maison Nord                           |
| Velarde    | Ñing An                   | Maison de la mer                      |
| Bandelier  | Ñain An                   | Maison des oiseaux                    |
| Tschudi    | Nik An                    | Maison du Centre                      |
| Rivero     | Chol An                   | Nouvelle maison ou maison finale      |
| Tello      | Tsuts An                  | Petite Maison                         |

Les visiteurs entrent généralement par le complexe Tschudi (baptisé du nom de l'explorateur suisse Johann Jakob von Tschudi), qui fut l'une des dernières citadelles construites. Il existe également d'autres ruines Chimú et Moche dans les environs de Trujillo.

### L'enceinte
Chan Chan est approximativement triangulaire, entouré de hauts murs (15 à 18 m à l'origine). Il n'y a pas d'ouverture vers le nord parce que les murs orientés nord sont les plus exposés au soleil et servent à bloquer le vent et à absorber la lumière solaire là où le brouillard est fréquent. Les plus hauts murs abritent des vents du sud-ouest venant de la côte. Les murs sont en briques d'adobe  recouverts d'une surface lisse sur laquelle sont gravés des motifs complexes.
Les murailles ont été construites en briques d'adobe recouvertes d'un ciment léger dans lequel ont été gravées des motifs complexes dessinés dans deux styles différents.
- L'un des styles de sculpture est une représentation réaliste de sujets tels que les oiseaux, les poissons et les petits mammifères. Les gravures de Chan Chan représentent des poissons, des crabes, des tortues de mer, des mollusques comme les Spondylus, des pélicans et des filets de pêche.
- L'autre style est une représentation plus stylisée des mêmes sujets.

Alors que les civilisations plus anciennes aimaient à créer des représentations félines ou anthropomorphiques, le style Chimú a une préférence pour les motifs maritimes, ce qui s'explique par le fait que Chan Chan, contrairement à la plupart des ruines côtières du Pérou, est très proche de l'Océan Pacifique.

### L'irrigation

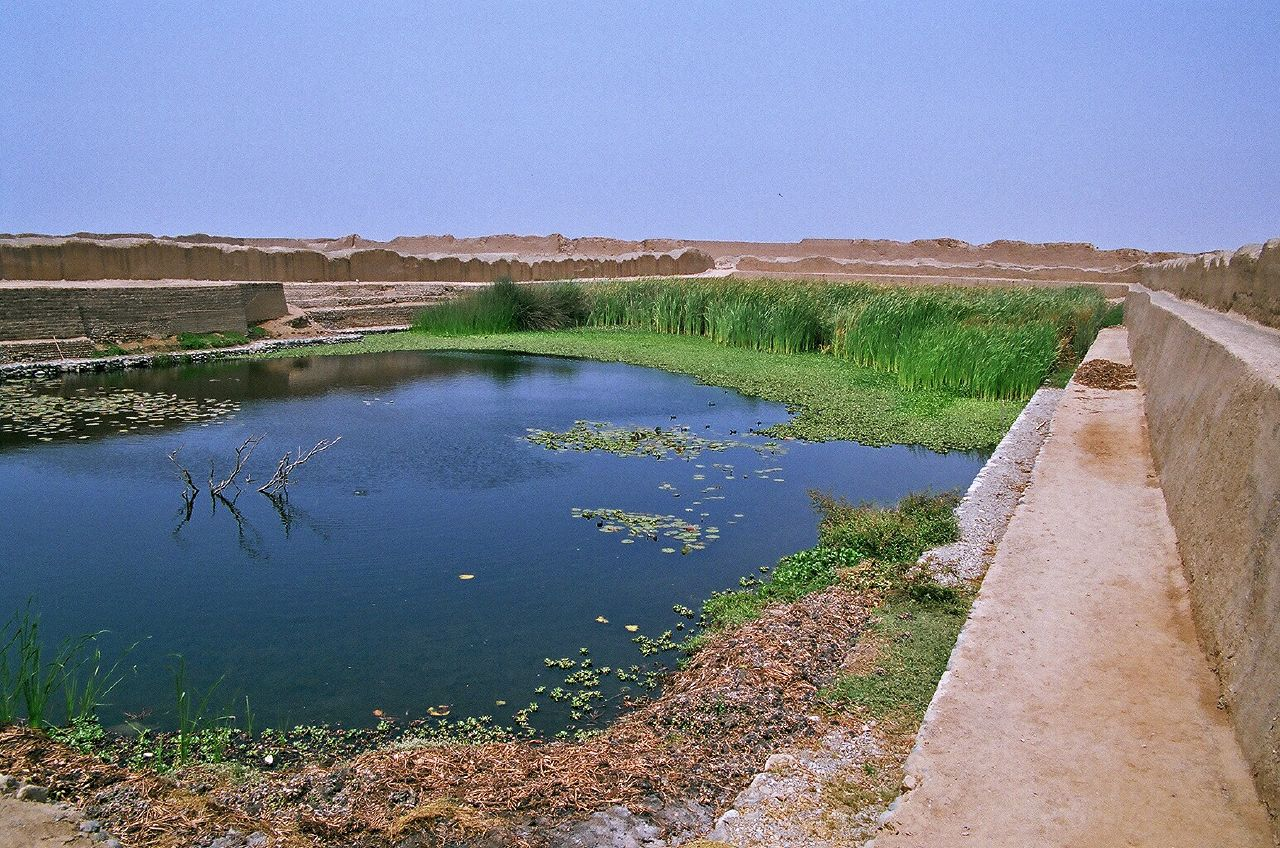
Réservoir à Chan Chan.

À l'origine, la ville s'approvisionnait en eau dans des puits d'environ 15 m de profondeur. Puis, afin d'accroître la superficie et le rendement des terres agricoles entourant la ville, un vaste réseau de canaux détournant l'eau du fleuve Moche a été créé. Une fois ces canaux en place, la ville eut le potentiel de croître considérablement.
De nombreux canaux au nord ont été détruits par une inondation catastrophique vers 1100, ce qui a incité les Chimú à recentrer leur économie sur l'approvisionnement par des ressources étrangères grâce aux échanges, plutôt que sur une agriculture de subsistance.
Chan Chan Chan était alimenté par plus de 140 puits, dont 60 % se trouvent dans la zone des citadelles, habitée par moins de 10 % de la population, et seulement 12 % dans les quartiers résidentiels, alors que plus de 90 % des habitants y vivait.

### Le complexe fortifié Nik An (ou Tschudi)
Le complexe fortifié « Nik An » est une parfaite illustration de l'importance de l'eau, en particulier de la mer, et du culte qui l'entourait dans la culture Chimú. Les hauts reliefs des murailles représentent des poissons, orientés vers le nord et le sud (ce qui peut être interprété comme la représentation des deux courants qui marquent la côte péruvienne : celui de Humboldt, froid, qui vient du sud et celui d'El Niño, chaud, qui vient du nord). Les murs sont aussi décorés de vagues, de filets de pêche (rombito), ainsi que de pélicans et d'un genre d'otarie ou de loutre de mer).
Cette société côtière était gouvernée par le puissant Ciquic, également connu sous le nom de Chimú Capac ou Gran Chimú et était unie par la force d'un contrôle social né de la nécessité d'une gestion stricte de l'eau, ainsi que par les menaces extérieures.
Le complexe « Nik An » avait une seule entrée et des murs hauts jusqu'à douze mètres pour une meilleure défense. Ces murailles étaient plus large à la base (5 m) qu'à son sommet (1 m), afin de résister aux tremblements de terre fréquents sur cette côte sismique.

### Matériaux de construction
Les murs sont faits de galets de 50 cm de haut, qui servent de base aux murs de quincha (es). Les toits du même matériau traditionnel sont soutenus par des fourches en bois. À l'intérieur, des traces d'activités domestiques ont été découvertes, comme des âtres, des récipients et des céramiques utilitaires.
Les citadelles ont été construites avec des murs d'adobe sur des fondations en pierre reliées par de la boue, les murs sont plus larges à la base et plus étroits au sommet. Pour construire des planchers, des remblais muraux, des rampes et des plates-formes, on a utilisé des morceaux d'adobe, ainsi que de la terre, des pierres et d'autres débris. Le bois servait à fabriquer des poteaux, des colonnes et des linteaux. Des roseaux et des nattes en roseaux ont également été utilisés. L'architecte péruvien Emilio Harth Terré a prouvé que des roseaux provenant du bassin de Guayas (Guayaquil, Équateur) ont été utilisés à Chan-Chan. Les toits étaient faits de gerbes de paille entrelacées.
Il y a une grande beauté et de la variété dans la quantité de murs décorés de hauts-reliefs. Ceux-ci ont été réalisés avec des moules et décorent les murs des patios, les places et les couloirs à l'intérieur des citadelles.

## Inscription au Patrimoine mondial
La ville est inscrite sur la liste du patrimoine mondial de l'UNESCO depuis le 28 novembre 1986 et l'UNESCO l'a inscrit cette même année sur la Liste du patrimoine mondial en péril. Les recommandations initiales du Comité du patrimoine mondial incluaient pour les 1 414 ha de la zone archéologique, la prise de mesures appropriées pour la conservation, la restauration et la gestion, l'arrêt de toute excavation qui ne serait pas accompagnée de mesures de conservation et l'atténuation du pillage.

### Menaces
Les anciennes structures de Chan Chan sont menacées par l'érosion éolienne et hydraulique en raison des changements climatiques - fortes pluies, inondations et vents forts. Cette érosion est particulièrement flagrante lorsque l'on observe les formes arrondies des vestiges.
En particulier, la ville est gravement menacée par les tempêtes de El Niño, qui provoquent une augmentation périodique des précipitations et des inondations sur la côte péruvienne. Chan Chan est la plus grande ville d'adobe du monde et son matériau fragile est une source de préoccupation.

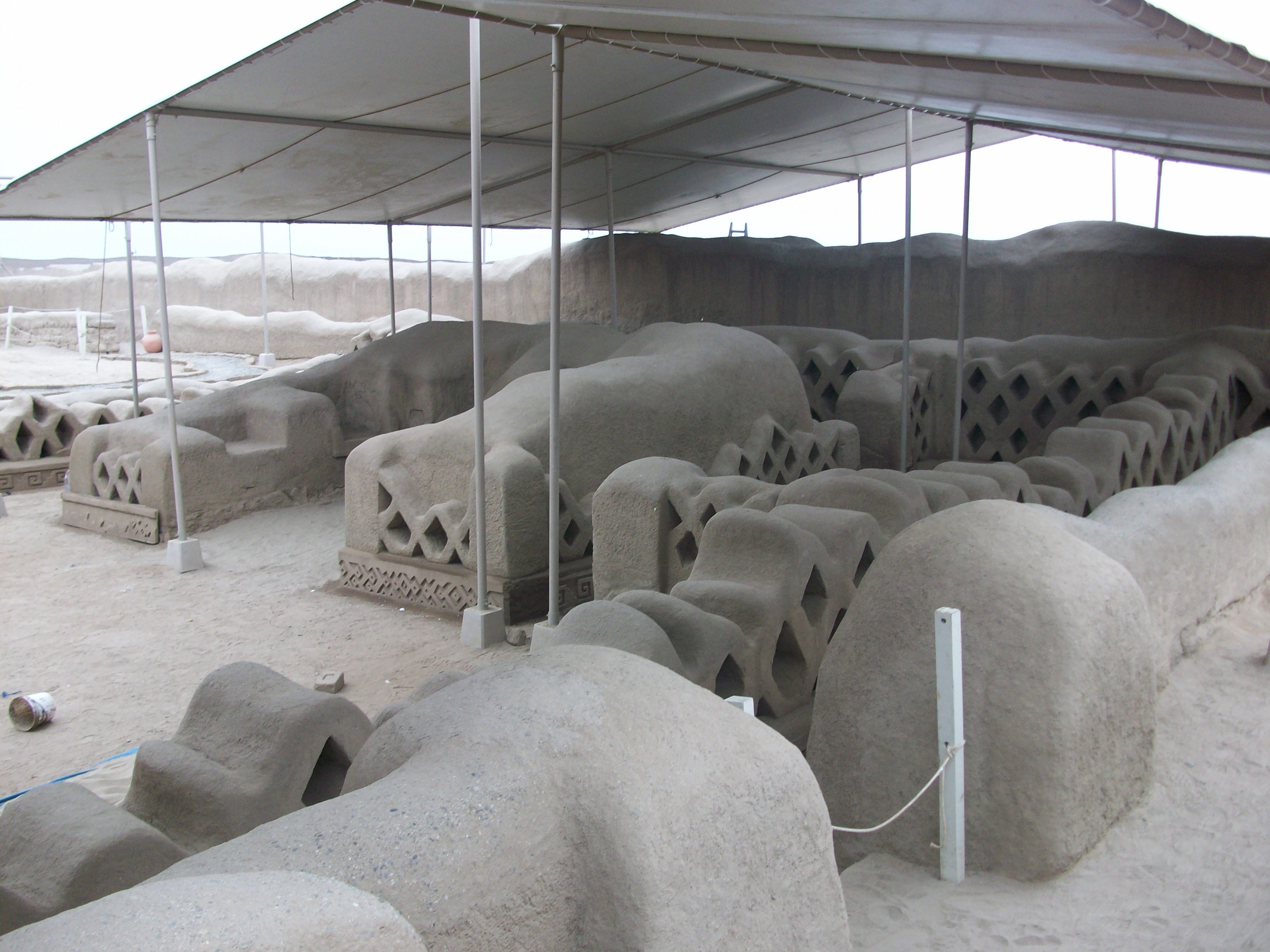
Ruines de Chan Chan.

Les pluies diluviennes d'El Niño endommagent la base des structures de Chan Chan. L'augmentation des pluies entraîne également une augmentation de l'humidité et, à mesure que l'humidité s'accumule dans les bases de ces structures, il peut se produire une contamination saline et une croissance de la végétation, ce qui endommage davantage encore l'intégrité des fondations de Chan Chan.
Le réchauffement climatique, ne fait qu'aggraver ces impacts négatifs, car certains modèles suggèrent que ce changement climatique facilite l'augmentation des précipitations.
Il existe actuellement 46 points de dégâts critiques, bien que les dégâts totaux du site dépassent de loin ce nombre. Le gouvernement régional de La Libertad finance des efforts de conservation à ces endroits.

### Protection
En 1997, un cours panaméricain sur la conservation et la gestion du patrimoine architectural et archéologique en adobe a été financé par de nombreux instituts réunis, dont l'ICCROM, le Getty Conservation Institute (CGI) et le gouvernement du Pérou. Chan Chan a servi de laboratoire de terrain pour le cours, de même que plusieurs sites à proximité de la vallée de Moche.
En 1998, le « Plan directeur pour la conservation et la gestion du complexe archéologique de Chan Chan » a été élaboré par le Freedom National Culture Institute of Peru avec des contributions de la Fondation du patrimoine mondial de l'ICCROM et du GCI. Le plan a été approuvé par le gouvernement péruvien,.